# Joílson Rodrigues Macedo
Joílson Rodrigues Macedo (* 7. Juli 1979 in Rio de Janeiro), besser bekannt als Joílson, ist ein brasilianischer Fußballspieler.

## Vereinskarriere
Joílson stammt aus der Jugendmannschaft von America FC (RJ), einem Fußballverein seiner Heimatstadt Rio de Janeiro. Dies war bis Mitte 2004 auch seine erste Station im Männerbereich. Lediglich im Jahr 2003 spielte der Brasilianer bei Estrela do Norte. Danach wechselte er zum FC Tombense, bei dem er bis 2016 Verträge besaß, aber in den Jahren fast jede Saison auf Leihbasis bei verschiedenen anderen Vereinen spielte. Erste kurze Gastspiele hatte er bei Cruzeiro Belo Horizonte und Cabofriense. Von 2005 bis 2007 spielte er für Botafogo FR und gewann 2006 mit diesem Team die Staatsmeisterschaft von Rio de Janeiro. Für die Saison 2008 wurde Joílson an den FC São Paulo verliehen, mit dem er die brasilianische Meisterschaft gewann. In der laufenden Saison 2009 ging der Mittelfeldspieler abermals auf Leihbasis zu Grêmio Porto Alegre, die zuvor hinter São Paulo Zweiter in der Meisterschaft wurden. 2010 gewann er mit dem Verein die Staatsmeisterschaft von Rio Grande do Sul.

## Erfolge
- Staatsmeisterschaft von Rio de Janeiro: 2006
- Taça Guanabara: 2006
- Taça Rio: 2007
- Brasilianischer Meister: 2008
- Staatsmeisterschaft von Rio Grande do Sul: 2010